# Урата Такесі
Такесі Урата (浦田 武; 1947 — 15 грудня 2012) — японський астроном-аматор і першовідкривач астероїдів. Працював в обсерваторії Ніхондайра.
В 1978 став одним з перших астрономів-аматорів, хто самостійно відкрив малу планету — більш ніж п'ятдесятилітньому віці. Назвав планету на честь дочки Мідзухо. Ця подія викликала сплеск інтересу до аматорської астрономії в Японії та призвела до збільшення числа астрономів-любителів, багато з яких теж змогли стати першовідкривачами астероїдів. Протягом наступних 10 років японськими астрономами-аматорами було відкрито 160 нових астероїдів.
Такесі Урата виявився одним з найуспішніших першовідкривачів астероїдів: за час своїх спостережень, починаючи з 1978 року, він особисто або спільно з іншими японськими астрономами відкрив 629 астероїдів. Крім астероїдів в списку його відкриттів є і одна періодична комета, відкрита спільно з Цунео Ніїдзіма в 1986 році.
Має значний внесок в публікації різних статей в наукових журналах і в області космічних досліджень. На знак визнання заслуг один з астероїдів названий ім'ям «3722 Urata».